# Handball-Europameisterschaft der Frauen 2014
Die 11. Handball-Europameisterschaft der Frauen wurde vom 7. bis 21. Dezember 2014 in Ungarn und Kroatien ausgetragen. Veranstalter war die Europäische Handballföderation (EHF). Europameister wurde das Team Norwegens. Der Sieger qualifizierte sich für die Olympischen Sommerspiele 2016.

## Ausrichter
Da die ursprünglichen Bewerber Slowenien und die Türkei ihre Bewerbungen zurückgezogen hatten, entschied die EHF auf ihrem Kongress im Jahr 2010 in Kopenhagen, die Europameisterschaft neu auszuschreiben. Mit Ablauf der Abgabefrist für eine Absichtserklärung im Oktober 2010 hatten sechs nationale Handballverbände ihr Interesse an der Austragung der Europameisterschaft bei der EHF bekundet: Island, Kroatien, Schweden, die Slowakei, die Türkei und Ungarn. Mit Ablauf der Bewerbungsfrist im Januar 2011 reichten die Türkei, die Slowakei und in einer gemeinsamen Bewerbung Kroatien und Ungarn ihre Angebote ein. Am 9. April 2011 entschied die EHF, die Austragung der Europameisterschaft den Handballverbänden Kroatiens und Ungarns zu übertragen.

## Austragungsorte
Die Spiele wurden in folgenden Hallen ausgetragen:

### Ungarn
| Budapest |

| Debrecen |

| Győr |

| Budapest |

| Debrecen |

| Győr |

### Kroatien
| Osijek |

| Varaždin |

| Zagreb |

| Osijek |

| Varaždin |

| Zagreb |

## Teilnehmer
Von den 16 teilnehmenden Mannschaften waren die kroatische und die ungarische Mannschaft als Gastgeber direkt qualifiziert. Erstmals war der Titelverteidiger (Montenegro, Europameister 2012) nicht direkt qualifiziert.
Insgesamt nahmen folgende Mannschaften teil:
| Land        | Qualifiziert als | Datum der Qualifikation | Teilnahmeanzahl | Bisherige Teilnahmen (fett = Europameister in dem jeweiligen Jahr) |
| ----------- | ---------------- | ----------------------- | --------------- | ------------------------------------------------------------------ |
| Kroatien    | Gastgeber        | 9. April 2011           | 7               | 1994, 1996, 2004, 2006, 2008, 2010, 2012                           |
| Ungarn      | Gastgeber        | 9. April 2011           | 10              | 1994, 1996, 1998, 2000, 2002, 2004, 2006, 2008, 2010, 2012         |
| Norwegen    | Sieger Gruppe 6  | 26. März 2014           | 10              | 1994, 1996, 1998, 2000, 2002, 2004, 2006, 2008, 2010, 2012         |
| Frankreich  | Sieger Gruppe 2  | 29. März 2014           | 7               | 2000, 2002, 2004, 2006, 2008, 2010, 2012                           |
| Russland    | Zweiter Gruppe 7 | 29. März 2014           | 10              | 1994, 1996, 1998, 2000, 2002, 2004, 2006, 2008, 2010, 2012         |
| Montenegro  | Sieger Gruppe 3  | 30. März 2014           | 2               | 2010, 2012                                                         |
| Dänemark    | Sieger Gruppe 1  | 4. Juni 2014            | 10              | 1994, 1996, 1998, 2000, 2002, 2004, 2006, 2008, 2010, 2012         |
| Deutschland | Sieger Gruppe 7  | 11. Juni 2014           | 10              | 1994, 1996, 1998, 2000, 2002, 2004, 2006, 2008, 2010, 2012         |
| Slowakei    | Zweiter Gruppe 2 | 11. Juni 2014           | 1               | 1994                                                               |
| Spanien     | Sieger Gruppe 4  | 11. Juni 2014           | 7               | 1998, 2002, 2004, 2006, 2008, 2010, 2012                           |
| Schweden    | Sieger Gruppe 5  | 11. Juni 2014           | 8               | 1994, 1996, 2002, 2004, 2006, 2008, 2010, 2012                     |
| Niederlande | Zweiter Gruppe 4 | 12. Juni 2014           | 4               | 1998, 2002, 2006, 2010                                             |
| Polen       | Zweiter Gruppe 3 | 14. Juni 2014           | 3               | 1996, 1998, 2006                                                   |
| Rumänien    | Zweiter Gruppe 6 | 15. Juni 2014           | 9               | 1994, 1996, 1998, 2000, 2002, 2004, 2008, 2010, 2012               |
| Serbien     | Zweiter Gruppe 5 | 15. Juni 2014           | 7               | 2000, 2002, 2004, 2006, 2008, 2010, 2012                           |
| Ukraine     | Zweiter Gruppe 1 | 16. Juni 2014           | 10              | 1994, 1996, 1998, 2000, 2002, 2004, 2006, 2008, 2010, 2012         |

## Gruppenauslosung
Die Auslosung fand am 19. Juni 2014 in Zagreb statt. Dabei wurden im Voraus die Nationalmannschaften je nach Abschneiden in der Qualifikation in verschiedene Lostöpfe eingeteilt.
| Gruppe A                                    | Gruppe B                                        | Gruppe C                                   | Gruppe D                                   |
| ------------------------------------------- | ----------------------------------------------- | ------------------------------------------ | ------------------------------------------ |
| - Montenegro - Norwegen - Ungarn - Schweden | - Dänemark - Deutschland - Frankreich - Spanien | - Kroatien - Serbien - Russland - Rumänien | - Ukraine - Polen - Slowakei - Niederlande |

## Vorrunde
Innerhalb der vier Vorrundengruppen spielten die Teams je ein Spiel gegen alle anderen Gruppenmitglieder. Für die Hauptrunde qualifizierten sich die drei Gruppenbesten der vier Vorrundengruppen, also zwölf Teams.

### Gruppe A
Die Gruppe A spielte in Győr.
| Pl. | Land     | Sp. | S | U | N | Tore    | Diff. | Punkte |
| --- | -------- | --- | - | - | - | ------- | ----- | ------ |
| 1.  | Spanien  | 3   | 3 | 0 | 0 | 081:720 | +9    | 06:00  |
| 2.  | Ungarn   | 3   | 1 | 1 | 1 | 084:790 | +5    | 03:30  |
| 3.  | Polen    | 3   | 1 | 0 | 2 | 074:840 | −10   | 02:40  |
| 4.  | Russland | 3   | 0 | 1 | 2 | 079:830 | −4    | 01:50  |

| 7. Dezember 2014 18:00 Uhr | Spanien                      | 29 : 22      | Polen                         | Audi Arena, Győr Zuschauer: 3.500 Schiedsrichter: Dalibor Jurinović, Marko Mrvica |
| 7. Dezember 2014 18:00 Uhr | meiste Tore: Martín (9 Tore) | (16 : 13)    | meiste Tore: Kudłacz (7 Tore) | Audi Arena, Győr Zuschauer: 3.500 Schiedsrichter: Dalibor Jurinović, Marko Mrvica |
| 7. Dezember 2014 18:00 Uhr | Strafen: 3× 4×               | Spielbericht | Strafen: 3×                   | Audi Arena, Győr Zuschauer: 3.500 Schiedsrichter: Dalibor Jurinović, Marko Mrvica |

| 7. Dezember 2014 20:30 Uhr | Ungarn                         | 29 : 29      | Russland                         | Audi Arena, Győr Zuschauer: 4.800 Schiedsrichter: Peter Brunovsky, Vladimir Čanda |
| 7. Dezember 2014 20:30 Uhr | meiste Tore: Triscsuk (6 Tore) | (14 : 15)    | meiste Tore: Dmitrijewa (7 Tore) | Audi Arena, Győr Zuschauer: 4.800 Schiedsrichter: Peter Brunovsky, Vladimir Čanda |
| 7. Dezember 2014 20:30 Uhr | Strafen: 2× 5×                 | Spielbericht | Strafen: 3×                      | Audi Arena, Győr Zuschauer: 4.800 Schiedsrichter: Peter Brunovsky, Vladimir Čanda |

| 9. Dezember 2014 18:15 Uhr | Russland                             | 24 : 25      | Spanien                      | Audi Arena, Győr Zuschauer: 2.500 Schiedsrichter: Kürşad Erdoğan, İbrahim Özdeniz |
| 9. Dezember 2014 18:15 Uhr | meiste Tore: Sen, Kusnezowa (5 Tore) | (14 : 13)    | meiste Tore: Martín (9 Tore) | Audi Arena, Győr Zuschauer: 2.500 Schiedsrichter: Kürşad Erdoğan, İbrahim Özdeniz |
| 9. Dezember 2014 18:15 Uhr | Strafen: 3× 5×                       | Spielbericht | Strafen: 2× 7× 1×            | Audi Arena, Győr Zuschauer: 2.500 Schiedsrichter: Kürşad Erdoğan, İbrahim Özdeniz |

| 9. Dezember 2014 20:30 Uhr | Polen                         | 23 : 29      | Ungarn                              | Audi Arena, Győr Zuschauer: 3.000 Schiedsrichter: Jiří Opava, Pavel Válek |
| 9. Dezember 2014 20:30 Uhr | meiste Tore: Kudłacz (7 Tore) | (7 : 14)     | meiste Tore: Mayer, Tomori (6 Tore) | Audi Arena, Győr Zuschauer: 3.000 Schiedsrichter: Jiří Opava, Pavel Válek |
| 9. Dezember 2014 20:30 Uhr | Strafen: 4× 5×                | Spielbericht | Strafen: 3× 4×                      | Audi Arena, Győr Zuschauer: 3.000 Schiedsrichter: Jiří Opava, Pavel Válek |

| 11. Dezember 2014 18:15 Uhr | Russland                              | 26 : 29      | Polen                         | Audi Arena, Győr Zuschauer: 4.100 Schiedsrichter: Robert Schulze, Tobias Tönnies |
| 11. Dezember 2014 18:15 Uhr | meiste Tore: Blisnowa, Punko (7 Tore) | (11 : 13)    | meiste Tore: Kudłacz (9 Tore) | Audi Arena, Győr Zuschauer: 4.100 Schiedsrichter: Robert Schulze, Tobias Tönnies |
| 11. Dezember 2014 18:15 Uhr | Strafen: 4× 5×                        | Spielbericht | Strafen: 3× 9× 1×             | Audi Arena, Győr Zuschauer: 4.100 Schiedsrichter: Robert Schulze, Tobias Tönnies |

| 11. Dezember 2014 20:30 Uhr | Ungarn                                 | 26 : 27      | Spanien                       | Audi Arena, Győr Zuschauer: 4.800 Schiedsrichter: Charlotte Bonaventura, Julie Bonaventura |
| 11. Dezember 2014 20:30 Uhr | meiste Tore: Triscsuk, Tomori (6 Tore) | (13 : 13)    | meiste Tore: Martín (10 Tore) | Audi Arena, Győr Zuschauer: 4.800 Schiedsrichter: Charlotte Bonaventura, Julie Bonaventura |
| 11. Dezember 2014 20:30 Uhr | Strafen: 3× 2×                         | Spielbericht | Strafen: 3× 5×                | Audi Arena, Győr Zuschauer: 4.800 Schiedsrichter: Charlotte Bonaventura, Julie Bonaventura |

### Gruppe B
Die Gruppe B spielte in Debrecen.
| Pl. | Land     | Sp. | S | U | N | Tore    | Diff. | Punkte |
| --- | -------- | --- | - | - | - | ------- | ----- | ------ |
| 1.  | Norwegen | 3   | 3 | 0 | 0 | 088:630 | +25   | 06:00  |
| 2.  | Dänemark | 3   | 1 | 1 | 1 | 082:790 | +3    | 03:30  |
| 3.  | Rumänien | 3   | 1 | 1 | 1 | 071:780 | −7    | 03:30  |
| 4.  | Ukraine  | 3   | 0 | 0 | 3 | 068:890 | −21   | 00:60  |

| 7. Dezember 2014 18:15 Uhr | Norwegen                      | 27 : 19      | Rumänien                             | Főnix Hall, Debrecen Zuschauer: 2.000 Schiedsrichter: Charlotte Bonaventura, Julie Bonaventura |
| 7. Dezember 2014 18:15 Uhr | meiste Tore: Oftedal (5 Tore) | (16 : 7)     | meiste Tore: Cristina Neagu (7 Tore) | Főnix Hall, Debrecen Zuschauer: 2.000 Schiedsrichter: Charlotte Bonaventura, Julie Bonaventura |
| 7. Dezember 2014 18:15 Uhr | Strafen: 3× 1×                | Spielbericht | Strafen: 4×                          | Főnix Hall, Debrecen Zuschauer: 2.000 Schiedsrichter: Charlotte Bonaventura, Julie Bonaventura |

| 7. Dezember 2014 20:30 Uhr | Dänemark                       | 32 : 23      | Ukraine                              | Főnix Hall, Debrecen Zuschauer: 1.500 Schiedsrichter: Peter Brunovsky, Vladimir Čanda |
| 7. Dezember 2014 20:30 Uhr | meiste Tore: Nørgaard (8 Tore) | (14 : 11)    | meiste Tore: Borschtschenko (7 Tore) | Főnix Hall, Debrecen Zuschauer: 1.500 Schiedsrichter: Peter Brunovsky, Vladimir Čanda |
| 7. Dezember 2014 20:30 Uhr | Strafen: 3× 4×                 | Spielbericht | Strafen: 3× 6×                       | Főnix Hall, Debrecen Zuschauer: 1.500 Schiedsrichter: Peter Brunovsky, Vladimir Čanda |

| 9. Dezember 2014 18:15 Uhr | Rumänien                              | 29 : 29      | Dänemark                     | Főnix Hall, Debrecen Zuschauer: 1.500 Schiedsrichter: Peter Brunovsky, Vladimir Čanda |
| 9. Dezember 2014 18:15 Uhr | meiste Tore: Neagu, Țăcălie (10 Tore) | (16 : 12)    | meiste Tore: Fisker (8 Tore) | Főnix Hall, Debrecen Zuschauer: 1.500 Schiedsrichter: Peter Brunovsky, Vladimir Čanda |
| 9. Dezember 2014 18:15 Uhr | Strafen: 3× 4×                        | Spielbericht | Strafen: 3× 6×               | Főnix Hall, Debrecen Zuschauer: 1.500 Schiedsrichter: Peter Brunovsky, Vladimir Čanda |

| 9. Dezember 2014 20:30 Uhr | Ukraine                      | 23 : 34      | Norwegen                            | Főnix Hall, Debrecen Zuschauer: 1.500 Schiedsrichter: Robert Schulze, Tobias Tönnies |
| 9. Dezember 2014 20:30 Uhr | meiste Tore: Hlibko (7 Tore) | (13 : 17)    | meiste Tore: Mørk, Solberg (6 Tore) | Főnix Hall, Debrecen Zuschauer: 1.500 Schiedsrichter: Robert Schulze, Tobias Tönnies |
| 9. Dezember 2014 20:30 Uhr | Strafen: 2× 5×               | Spielbericht | Strafen: 3× 1×                      | Főnix Hall, Debrecen Zuschauer: 1.500 Schiedsrichter: Robert Schulze, Tobias Tönnies |

| 11. Dezember 2014 18:15 Uhr | Rumänien                    | 23 : 22      | Ukraine                               | Főnix Hall, Debrecen Zuschauer: 2.200 Schiedsrichter: Dalibor Jurinović, Marko Mrvica |
| 11. Dezember 2014 18:15 Uhr | meiste Tore: Neagu (8 Tore) | (12 : 9)     | meiste Tore: Borschtschenko (10 Tore) | Főnix Hall, Debrecen Zuschauer: 2.200 Schiedsrichter: Dalibor Jurinović, Marko Mrvica |
| 11. Dezember 2014 18:15 Uhr | Strafen: 3× 5×              | Spielbericht | Strafen: 3×                           | Főnix Hall, Debrecen Zuschauer: 2.200 Schiedsrichter: Dalibor Jurinović, Marko Mrvica |

| 11. Dezember 2014 18:15 Uhr | Norwegen                   | 27 : 21      | Dänemark                                 | Főnix Hall, Debrecen Zuschauer: 2.000 Schiedsrichter: Jiří Opava, Pavel Válek |
| 11. Dezember 2014 18:15 Uhr | meiste Tore: Løke (7 Tore) | (12 : 13)    | meiste Tore: Burgaard, Nørgaard (4 Tore) | Főnix Hall, Debrecen Zuschauer: 2.000 Schiedsrichter: Jiří Opava, Pavel Válek |
| 11. Dezember 2014 18:15 Uhr | Strafen: 3×                | Spielbericht | Strafen: 3×                              | Főnix Hall, Debrecen Zuschauer: 2.000 Schiedsrichter: Jiří Opava, Pavel Válek |

### Gruppe C
Die Gruppe C spielte in Varaždin.
| Pl. | Land        | Sp. | S | U | N | Tore    | Diff. | Punkte |
| --- | ----------- | --- | - | - | - | ------- | ----- | ------ |
| 1.  | Schweden    | 3   | 2 | 1 | 0 | 099:900 | +9    | 05:10  |
| 2.  | Niederlande | 3   | 1 | 1 | 1 | 086:870 | −1    | 03:30  |
| 3.  | Deutschland | 3   | 1 | 0 | 2 | 084:920 | −8    | 02:40  |
| 4.  | Kroatien    | 3   | 1 | 0 | 2 | 052:560 | −4    | 02:40  |

| 8. Dezember 2014 18:00 Uhr | Deutschland                                 | 26 : 29      | Niederlande                  | Varaždin Arena, Varaždin Zuschauer: 2.000 Schiedsrichter: Péter Horváth, Balázs Marton |
| 8. Dezember 2014 18:00 Uhr | meiste Tore: Naidzinavicius, Huber (6 Tore) | (11 : 12)    | meiste Tore: Polman (7 Tore) | Varaždin Arena, Varaždin Zuschauer: 2.000 Schiedsrichter: Péter Horváth, Balázs Marton |
| 8. Dezember 2014 18:00 Uhr | Strafen: 2× 5×                              | Spielbericht | Strafen: 2× 8×               | Varaždin Arena, Varaždin Zuschauer: 2.000 Schiedsrichter: Péter Horváth, Balázs Marton |

| 8. Dezember 2014 20:15 Uhr | Schweden                      | 30 : 28      | Kroatien                             | Varaždin Arena, Varaždin Zuschauer: 3.400 Schiedsrichter: Nikolai Wolodkow, Jewgeni Sotin |
| 8. Dezember 2014 20:15 Uhr | meiste Tore: Gulldén (7 Tore) | (17 : 17)    | meiste Tore: Zebić, Penezić (6 Tore) | Varaždin Arena, Varaždin Zuschauer: 3.400 Schiedsrichter: Nikolai Wolodkow, Jewgeni Sotin |
| 8. Dezember 2014 20:15 Uhr | Strafen: 3× 4×                | Spielbericht | Strafen: 3×                          | Varaždin Arena, Varaždin Zuschauer: 3.400 Schiedsrichter: Nikolai Wolodkow, Jewgeni Sotin |

| 10. Dezember 2014 18:00 Uhr | Niederlande                   | 30 : 30      | Schweden                   | Varaždin Arena, Varaždin Zuschauer: 1.500 Schiedsrichter: Andreu Marín Lorente, Ignacio García Serradilla |
| 10. Dezember 2014 18:00 Uhr | meiste Tore: Polman (10 Tore) | (14 : 14)    | meiste Tore: Odén (7 Tore) | Varaždin Arena, Varaždin Zuschauer: 1.500 Schiedsrichter: Andreu Marín Lorente, Ignacio García Serradilla |
| 10. Dezember 2014 18:00 Uhr | Strafen: 3×                   | Spielbericht | Strafen: 3× 4×             | Varaždin Arena, Varaždin Zuschauer: 1.500 Schiedsrichter: Andreu Marín Lorente, Ignacio García Serradilla |

| 10. Dezember 2014 20:15 Uhr | Kroatien                       | 24 : 26      | Deutschland                              | Varaždin Arena, Varaždin Zuschauer: 3.000 Schiedsrichter: Diana-Carmen Florescu, Anamaria Stoia |
| 10. Dezember 2014 20:15 Uhr | meiste Tore: Penezić (13 Tore) | (14 : 13)    | meiste Tore: Müller, Minevskaja (5 Tore) | Varaždin Arena, Varaždin Zuschauer: 3.000 Schiedsrichter: Diana-Carmen Florescu, Anamaria Stoia |
| 10. Dezember 2014 20:15 Uhr | Strafen: 4×                    | Spielbericht | Strafen: 2× 5×                           | Varaždin Arena, Varaždin Zuschauer: 3.000 Schiedsrichter: Diana-Carmen Florescu, Anamaria Stoia |

| 12. Dezember 2014 18:00 Uhr | Schweden                       | 39 : 32      | Deutschland                      | Varaždin Arena, Varaždin Zuschauer: 1.300 Schiedsrichter: Dennis Stenrand, Anders Kærlund Birch |
| 12. Dezember 2014 18:00 Uhr | meiste Tore: Gulldén (10 Tore) | (23 : 17)    | meiste Tore: Nadgornaja (9 Tore) | Varaždin Arena, Varaždin Zuschauer: 1.300 Schiedsrichter: Dennis Stenrand, Anders Kærlund Birch |
| 12. Dezember 2014 18:00 Uhr | Strafen: 3× 4×                 | Spielbericht | Strafen: 3× 1×                   | Varaždin Arena, Varaždin Zuschauer: 1.300 Schiedsrichter: Dennis Stenrand, Anders Kærlund Birch |

| 12. Dezember 2014 20:15 Uhr | Kroatien                       | 31 : 27      | Niederlande                           | Varaždin Arena, Varaždin Zuschauer: 3.000 Schiedsrichter: Kjersti Arntsen, Guro Røen |
| 12. Dezember 2014 20:15 Uhr | meiste Tore: Penezić (11 Tore) | (17 : 15)    | meiste Tore: van der Heijden (5 Tore) | Varaždin Arena, Varaždin Zuschauer: 3.000 Schiedsrichter: Kjersti Arntsen, Guro Røen |
| 12. Dezember 2014 20:15 Uhr | Strafen: 3× 5×                 | Spielbericht | Strafen: 2× 3×                        | Varaždin Arena, Varaždin Zuschauer: 3.000 Schiedsrichter: Kjersti Arntsen, Guro Røen |

### Gruppe D
Die Gruppe D spielte in Osijek.
| Pl. | Land       | Sp. | S | U | N | Tore    | Diff. | Punkte |
| --- | ---------- | --- | - | - | - | ------- | ----- | ------ |
| 1.  | Frankreich | 3   | 3 | 0 | 0 | 072:540 | +18   | 06:00  |
| 2.  | Montenegro | 3   | 2 | 0 | 1 | 070:670 | +3    | 04:20  |
| 3.  | Slowakei   | 3   | 1 | 0 | 2 | 065:700 | −5    | 02:40  |
| 4.  | Serbien    | 3   | 0 | 0 | 3 | 056:720 | −16   | 00:60  |

| 8. Dezember 2014 18:00 Uhr | Frankreich                    | 21 : 18      | Slowakei                                  | Dvorana Gradski vrt, Osijek Zuschauer: 1.300 Schiedsrichter: Dennis Stenrand, Anders Kærlund Birch |
| 8. Dezember 2014 18:00 Uhr | meiste Tore: Dembélé (6 Tore) | (7 : 9)      | meiste Tore: Školková, Trehubová (4 Tore) | Dvorana Gradski vrt, Osijek Zuschauer: 1.300 Schiedsrichter: Dennis Stenrand, Anders Kærlund Birch |
| 8. Dezember 2014 18:00 Uhr | Strafen: 4×                   | Spielbericht | Strafen: 4× 3×                            | Dvorana Gradski vrt, Osijek Zuschauer: 1.300 Schiedsrichter: Dennis Stenrand, Anders Kærlund Birch |

| 8. Dezember 2014 20:15 Uhr | Montenegro                                         | 22 : 19      | Serbien                     | Dvorana Gradski vrt, Osijek Zuschauer: 2.200 Schiedsrichter: Diana-Carmen Florescu, Anamaria Stoia |
| 8. Dezember 2014 20:15 Uhr | meiste Tore: Bulatović, Knežević, Lazović (5 Tore) | (10 : 8)     | meiste Tore: Lekić (6 Tore) | Dvorana Gradski vrt, Osijek Zuschauer: 2.200 Schiedsrichter: Diana-Carmen Florescu, Anamaria Stoia |
| 8. Dezember 2014 20:15 Uhr | Strafen: 4× 3×                                     | Spielbericht | Strafen: 4× 1×              | Dvorana Gradski vrt, Osijek Zuschauer: 2.200 Schiedsrichter: Diana-Carmen Florescu, Anamaria Stoia |

| 10. Dezember 2014 18:00 Uhr | Serbien                                    | 16 : 27      | Frankreich                      | Dvorana Gradski vrt, Osijek Zuschauer: 1.400 Schiedsrichter: Péter Horváth, Balázs Marton |
| 10. Dezember 2014 18:00 Uhr | meiste Tore: Rajović, Stoiljković (4 Tore) | (3 : 11)     | meiste Tore: Lacrabère (6 Tore) | Dvorana Gradski vrt, Osijek Zuschauer: 1.400 Schiedsrichter: Péter Horváth, Balázs Marton |
| 10. Dezember 2014 18:00 Uhr | Strafen: 2× 1×                             | Spielbericht | Strafen: 3× 7×                  | Dvorana Gradski vrt, Osijek Zuschauer: 1.400 Schiedsrichter: Péter Horváth, Balázs Marton |

| 10. Dezember 2014 20:15 Uhr | Slowakei                       | 24 : 28      | Montenegro                      | Dvorana Gradski vrt, Osijek Zuschauer: 1.900 Schiedsrichter: Kjersti Arntsen, Guro Røen |
| 10. Dezember 2014 20:15 Uhr | meiste Tore: Dubajová (5 Tore) | (10 : 20)    | meiste Tore: Radičević (6 Tore) | Dvorana Gradski vrt, Osijek Zuschauer: 1.900 Schiedsrichter: Kjersti Arntsen, Guro Røen |
| 10. Dezember 2014 20:15 Uhr | Strafen: 3× 2×                 | Spielbericht | Strafen: 3× 5×                  | Dvorana Gradski vrt, Osijek Zuschauer: 1.900 Schiedsrichter: Kjersti Arntsen, Guro Røen |

| 12. Dezember 2014 18:00 Uhr | Montenegro                     | 20 : 24      | Frankreich                   | Dvorana Gradski vrt, Osijek Zuschauer: 2.000 Schiedsrichter: Nikolai Wolodkow, Jewgeni Sotin |
| 12. Dezember 2014 18:00 Uhr | meiste Tore: Knežević (6 Tore) | (12 : 12)    | meiste Tore: Pineau (8 Tore) | Dvorana Gradski vrt, Osijek Zuschauer: 2.000 Schiedsrichter: Nikolai Wolodkow, Jewgeni Sotin |
| 12. Dezember 2014 18:00 Uhr | Strafen: 3× 2×                 | Spielbericht | Strafen: 4× 5×               | Dvorana Gradski vrt, Osijek Zuschauer: 2.000 Schiedsrichter: Nikolai Wolodkow, Jewgeni Sotin |

| 12. Dezember 2014 20:15 Uhr | Serbien                      | 21 : 23      | Slowakei                         | Dvorana Gradski vrt, Osijek Zuschauer: 2.600 Schiedsrichter: Andreu Marín Lorente, Ignacio García Serradilla |
| 12. Dezember 2014 20:15 Uhr | meiste Tore: Cvijić (6 Tore) | (11 : 6)     | meiste Tore: Jakubisová (8 Tore) | Dvorana Gradski vrt, Osijek Zuschauer: 2.600 Schiedsrichter: Andreu Marín Lorente, Ignacio García Serradilla |
| 12. Dezember 2014 20:15 Uhr | Strafen: 3× 4× 1×            | Spielbericht | Strafen: 3× 4×                   | Dvorana Gradski vrt, Osijek Zuschauer: 2.600 Schiedsrichter: Andreu Marín Lorente, Ignacio García Serradilla |

## Hauptrunde
Die zwölf qualifizierten Teams wurden in zwei Gruppen eingeteilt. Die Mannschaften aus den Gruppen A und B spielten in Gruppe I, die Teams aus den Gruppen C und D traten in Gruppe II an. Innerhalb dieser Gruppen spielten die Teams nur gegen die Teams, gegen die sie in der Vorrunden noch nicht angetreten waren. Aus der Vorrunde wurden die erreichten Punkte bis auf die, die gegen den Gruppenletzten erzielt wurden, in die Hauptrunde mitgenommen.
Die beiden besten Teams der Hauptrundengruppen qualifizierten sich für die Halbfinalspiele. Die Gruppendritten spielen um die Plätze 5 und 6.

### Gruppe I
Die Gruppe I spielte in Debrecen.
| Pl. | Land     | Sp. | S | U | N | Tore      | Diff. | Punkte |
| --- | -------- | --- | - | - | - | --------- | ----- | ------ |
| 1.  | Norwegen | 5   | 4 | 0 | 1 | 0134:1190 | +15   | 08:20  |
| 2.  | Spanien  | 5   | 3 | 0 | 2 | 0131:1210 | +10   | 06:40  |
| 3.  | Ungarn   | 5   | 3 | 0 | 2 | 0124:1170 | +7    | 06:40  |
| 4.  | Dänemark | 5   | 2 | 1 | 2 | 0123:1240 | −1    | 05:50  |
| 5.  | Rumänien | 5   | 2 | 1 | 2 | 0113:1150 | −2    | 05:50  |
| 6.  | Polen    | 5   | 0 | 0 | 5 | 0107:1360 | −29   | 00:100 |

| 13. Dezember 2014 16:00 Uhr | Polen                          | 19 : 28      | Dänemark                     | Főnix Hall, Debrecen Zuschauer: 2.500 Schiedsrichter: Kürşad Erdoğan, İbrahim Özdeniz |
| 13. Dezember 2014 16:00 Uhr | meiste Tore: Siódmiak (5 Tore) | (9 : 9)      | meiste Tore: Fisker (6 Tore) | Főnix Hall, Debrecen Zuschauer: 2.500 Schiedsrichter: Kürşad Erdoğan, İbrahim Özdeniz |
| 13. Dezember 2014 16:00 Uhr | Strafen: 3× 1×                 | Spielbericht | Strafen: 3× 2×               | Főnix Hall, Debrecen Zuschauer: 2.500 Schiedsrichter: Kürşad Erdoğan, İbrahim Özdeniz |

| 13. Dezember 2014 18:15 Uhr | Spanien                    | 26 : 29      | Norwegen                            | Főnix Hall, Debrecen Zuschauer: 4.000 Schiedsrichter: Dalibor Jurinović, Marko Mrvica |
| 13. Dezember 2014 18:15 Uhr | meiste Tore: Pena (7 Tore) | (16 : 16)    | meiste Tore: B. Riegelhuth (7 Tore) | Főnix Hall, Debrecen Zuschauer: 4.000 Schiedsrichter: Dalibor Jurinović, Marko Mrvica |
| 13. Dezember 2014 18:15 Uhr | Strafen: 2×                | Spielbericht | Strafen: 3× 2×                      | Főnix Hall, Debrecen Zuschauer: 4.000 Schiedsrichter: Dalibor Jurinović, Marko Mrvica |

| 13. Dezember 2014 20:30 Uhr | Ungarn                                      | 20 : 19      | Rumänien                    | Főnix Hall, Debrecen Zuschauer: 5.370 Schiedsrichter: Nikolai Wolodkow, Jewgeni Sotin |
| 13. Dezember 2014 20:30 Uhr | meiste Tore: Szucsánszki, Triscsuk (4 Tore) | (10 : 8)     | meiste Tore: Neagu (8 Tore) | Főnix Hall, Debrecen Zuschauer: 5.370 Schiedsrichter: Nikolai Wolodkow, Jewgeni Sotin |
| 13. Dezember 2014 20:30 Uhr | Strafen: 3×                                 | Spielbericht | Strafen: 4× 6×              | Főnix Hall, Debrecen Zuschauer: 5.370 Schiedsrichter: Nikolai Wolodkow, Jewgeni Sotin |

| 15. Dezember 2014 16:00 Uhr | Spanien                      | 20 : 22      | Rumänien                    | Főnix Hall, Debrecen Zuschauer: 1.500 Schiedsrichter: Peter Brunovsky, Vladimir Čanda |
| 15. Dezember 2014 16:00 Uhr | meiste Tore: Pinedo (5 Tore) | (14 : 9)     | meiste Tore: Neagu (7 Tore) | Főnix Hall, Debrecen Zuschauer: 1.500 Schiedsrichter: Peter Brunovsky, Vladimir Čanda |
| 15. Dezember 2014 16:00 Uhr | Strafen: 1× 4×               | Spielbericht | Strafen: 3× 4×              | Főnix Hall, Debrecen Zuschauer: 1.500 Schiedsrichter: Peter Brunovsky, Vladimir Čanda |

| 15. Dezember 2014 18:15 Uhr | Polen                        | 24 : 26      | Norwegen                    | Főnix Hall, Debrecen Zuschauer: 2.500 Schiedsrichter: Robert Schulze, Tobias Tönnies |
| 15. Dezember 2014 18:15 Uhr | meiste Tore: Drabik (5 Tore) | (15 : 11)    | meiste Tore: Mørk (11 Tore) | Főnix Hall, Debrecen Zuschauer: 2.500 Schiedsrichter: Robert Schulze, Tobias Tönnies |
| 15. Dezember 2014 18:15 Uhr | Strafen: 3× 4×               | Spielbericht | Strafen: 2× 4×              | Főnix Hall, Debrecen Zuschauer: 2.500 Schiedsrichter: Robert Schulze, Tobias Tönnies |

| 15. Dezember 2014 20:30 Uhr | Ungarn                             | 20 : 23      | Dänemark                        | Főnix Hall, Debrecen Zuschauer: 5.000 Schiedsrichter: Charlotte Bonaventura, Julie Bonaventura |
| 15. Dezember 2014 20:30 Uhr | meiste Tore: Tomori, Tóth (5 Tore) | (9 : 11)     | meiste Tore: Jørgensen (6 Tore) | Főnix Hall, Debrecen Zuschauer: 5.000 Schiedsrichter: Charlotte Bonaventura, Julie Bonaventura |
| 15. Dezember 2014 20:30 Uhr | Strafen: 3× 1×                     | Spielbericht | Strafen: 3× 2×                  | Főnix Hall, Debrecen Zuschauer: 5.000 Schiedsrichter: Charlotte Bonaventura, Julie Bonaventura |

| 17. Dezember 2014 16:00 Uhr | Polen                                                              | 19 : 24      | Rumänien                    | Főnix Hall, Debrecen Zuschauer: 1.200 Schiedsrichter: Kürşad Erdoğan, İbrahim Özdeniz |
| 17. Dezember 2014 16:00 Uhr | meiste Tore: Siódmiak, Kocela, Kudłacz, Kulwińska, Byzdra (3 Tore) | (9 : 11)     | meiste Tore: Neagu (9 Tore) | Főnix Hall, Debrecen Zuschauer: 1.200 Schiedsrichter: Kürşad Erdoğan, İbrahim Özdeniz |
| 17. Dezember 2014 16:00 Uhr | Strafen: 4× 2×                                                     | Spielbericht | Strafen: 3×                 | Főnix Hall, Debrecen Zuschauer: 1.200 Schiedsrichter: Kürşad Erdoğan, İbrahim Özdeniz |

| 17. Dezember 2014 18:15 Uhr | Spanien                      | 29 : 22      | Dänemark                        | Főnix Hall, Debrecen Zuschauer: 3.000 Schiedsrichter: Nikolai Wolodkow, Jewgeni Sotin |
| 17. Dezember 2014 18:15 Uhr | meiste Tore: Cabral (6 Tore) | (15 : 12)    | meiste Tore: Jørgensen (7 Tore) | Főnix Hall, Debrecen Zuschauer: 3.000 Schiedsrichter: Nikolai Wolodkow, Jewgeni Sotin |
| 17. Dezember 2014 18:15 Uhr | Strafen: 3× 1×               | Spielbericht | Strafen: 3× 4×                  | Főnix Hall, Debrecen Zuschauer: 3.000 Schiedsrichter: Nikolai Wolodkow, Jewgeni Sotin |

| 17. Dezember 2014 20:30 Uhr | Ungarn                       | 29 : 25      | Norwegen                   | Főnix Hall, Debrecen Zuschauer: 4.800 Schiedsrichter: Dalibor Jurinović, Marko Mrvica |
| 17. Dezember 2014 20:30 Uhr | meiste Tore: Bulath (6 Tore) | (15 : 11)    | meiste Tore: Løke (6 Tore) | Főnix Hall, Debrecen Zuschauer: 4.800 Schiedsrichter: Dalibor Jurinović, Marko Mrvica |
| 17. Dezember 2014 20:30 Uhr | Strafen: 3× 5×               | Spielbericht | Strafen: 2×                | Főnix Hall, Debrecen Zuschauer: 4.800 Schiedsrichter: Dalibor Jurinović, Marko Mrvica |

### Gruppe II
Die Gruppe II spielte in Zagreb.
| Pl. | Land        | Sp. | S | U | N | Tore      | Diff. | Punkte |
| --- | ----------- | --- | - | - | - | --------- | ----- | ------ |
| 1.  | Montenegro  | 5   | 4 | 0 | 1 | 0136:1240 | +12   | 08:20  |
| 2.  | Schweden    | 5   | 3 | 1 | 1 | 0158:1400 | +18   | 07:30  |
| 3.  | Frankreich  | 5   | 3 | 1 | 1 | 0115:1090 | +6    | 07:30  |
| 4.  | Niederlande | 5   | 2 | 1 | 2 | 0134:1270 | +7    | 05:50  |
| 5.  | Deutschland | 5   | 1 | 1 | 3 | 0138:1410 | −3    | 03:70  |
| 6.  | Slowakei    | 5   | 0 | 0 | 5 | 0106:1460 | −40   | 00:100 |

| 14. Dezember 2014 15:45 Uhr | Deutschland                | 20 : 27      | Montenegro                     | Arena Zagreb, Zagreb Zuschauer: 1.200 Schiedsrichter: Jiří Opava, Pavel Válek |
| 14. Dezember 2014 15:45 Uhr | meiste Tore: Zapf (6 Tore) | (10 : 12)    | meiste Tore: Knežević (8 Tore) | Arena Zagreb, Zagreb Zuschauer: 1.200 Schiedsrichter: Jiří Opava, Pavel Válek |
| 14. Dezember 2014 15:45 Uhr | Strafen: 3× 5×             | Spielbericht | Strafen: 3× 4×                 | Arena Zagreb, Zagreb Zuschauer: 1.200 Schiedsrichter: Jiří Opava, Pavel Válek |

| 14. Dezember 2014 18:00 Uhr | Schweden                     | 29 : 26      | Frankreich                       | Arena Zagreb, Zagreb Zuschauer: 1.500 Schiedsrichter: Andreu Marín Lorente, Ignacio García Serradilla |
| 14. Dezember 2014 18:00 Uhr | meiste Tore: Hagman (7 Tore) | (12 : 14)    | meiste Tore: Lacrabère (10 Tore) | Arena Zagreb, Zagreb Zuschauer: 1.500 Schiedsrichter: Andreu Marín Lorente, Ignacio García Serradilla |
| 14. Dezember 2014 18:00 Uhr | Strafen: 3× 4×               | Spielbericht | Strafen: 2× 4×                   | Arena Zagreb, Zagreb Zuschauer: 1.500 Schiedsrichter: Andreu Marín Lorente, Ignacio García Serradilla |

| 14. Dezember 2014 20:15 Uhr | Niederlande                  | 30 : 20      | Slowakei                       | Arena Zagreb, Zagreb Zuschauer: 1.200 Schiedsrichter: Kjersti Arntsen, Guro Røen |
| 14. Dezember 2014 20:15 Uhr | meiste Tore: Polman (7 Tore) | (17 : 10)    | meiste Tore: Školková (6 Tore) | Arena Zagreb, Zagreb Zuschauer: 1.200 Schiedsrichter: Kjersti Arntsen, Guro Røen |
| 14. Dezember 2014 20:15 Uhr | Strafen: 2× 3×               | Spielbericht | Strafen: 3× 1×                 | Arena Zagreb, Zagreb Zuschauer: 1.200 Schiedsrichter: Kjersti Arntsen, Guro Røen |

| 16. Dezember 2014 15:45 Uhr | Niederlande                  | 27 : 31      | Montenegro                       | Arena Zagreb, Zagreb Zuschauer: 1.500 Schiedsrichter: Diana-Carmen Florescu, Anamaria Stoia |
| 16. Dezember 2014 15:45 Uhr | meiste Tore: Polman (8 Tore) | (13 : 15)    | meiste Tore: Bulatović (10 Tore) | Arena Zagreb, Zagreb Zuschauer: 1.500 Schiedsrichter: Diana-Carmen Florescu, Anamaria Stoia |
| 16. Dezember 2014 15:45 Uhr | Strafen: 3× 2×               | Spielbericht | Strafen: 2× 5×                   | Arena Zagreb, Zagreb Zuschauer: 1.500 Schiedsrichter: Diana-Carmen Florescu, Anamaria Stoia |

| 16. Dezember 2014 18:00 Uhr | Schweden                      | 31 : 22      | Slowakei                       | Arena Zagreb, Zagreb Zuschauer: 1.300 Schiedsrichter: Péter Horváth, Balázs Marton |
| 16. Dezember 2014 18:00 Uhr | meiste Tore: Gulldén (9 Tore) | (17 : 11)    | meiste Tore: Szarková (7 Tore) | Arena Zagreb, Zagreb Zuschauer: 1.300 Schiedsrichter: Péter Horváth, Balázs Marton |
| 16. Dezember 2014 18:00 Uhr | Strafen: 3× 5×                | Spielbericht | Strafen: 2× 4×                 | Arena Zagreb, Zagreb Zuschauer: 1.300 Schiedsrichter: Péter Horváth, Balázs Marton |

| 16. Dezember 2014 20:15 Uhr | Deutschland                   | 24 : 24      | Frankreich                              | Arena Zagreb, Zagreb Zuschauer: 800 Schiedsrichter: Dennis Stenrand, Anders Kærlund Birch |
| 16. Dezember 2014 20:15 Uhr | meiste Tore: Geschke (9 Tore) | (13 : 10)    | meiste Tore: Dembélé, Baudouin (5 Tore) | Arena Zagreb, Zagreb Zuschauer: 800 Schiedsrichter: Dennis Stenrand, Anders Kærlund Birch |
| 16. Dezember 2014 20:15 Uhr | Strafen: 3× 2×                | Spielbericht | Strafen: 4× 2×                          | Arena Zagreb, Zagreb Zuschauer: 800 Schiedsrichter: Dennis Stenrand, Anders Kærlund Birch |

| 17. Dezember 2014 15:45 Uhr | Schweden                      | 29 : 30      | Montenegro                      | Arena Zagreb, Zagreb Zuschauer: 1.000 Schiedsrichter: Péter Horváth, Balázs Marton |
| 17. Dezember 2014 15:45 Uhr | meiste Tore: Gulldén (9 Tore) | (18 : 13)    | meiste Tore: Radičević (9 Tore) | Arena Zagreb, Zagreb Zuschauer: 1.000 Schiedsrichter: Péter Horváth, Balázs Marton |
| 17. Dezember 2014 15:45 Uhr | Strafen: 3× 4×                | Spielbericht | Strafen: 3× 4× 1×               | Arena Zagreb, Zagreb Zuschauer: 1.000 Schiedsrichter: Péter Horváth, Balázs Marton |

| 17. Dezember 2014 18:00 Uhr | Deutschland                       | 36 : 22      | Slowakei                       | Arena Zagreb, Zagreb Zuschauer: 600 Schiedsrichter: Kjersti Arntsen, Guro Røen |
| 17. Dezember 2014 18:00 Uhr | meiste Tore: Huber, Lang (6 Tore) | (17 : 10)    | meiste Tore: Dubajová (5 Tore) | Arena Zagreb, Zagreb Zuschauer: 600 Schiedsrichter: Kjersti Arntsen, Guro Røen |
| 17. Dezember 2014 18:00 Uhr | Strafen: 2×                       | Spielbericht | Strafen: 2× 3×                 | Arena Zagreb, Zagreb Zuschauer: 600 Schiedsrichter: Kjersti Arntsen, Guro Røen |

| 17. Dezember 2014 20:15 Uhr | Niederlande                  | 18 : 20      | Frankreich                                     | Arena Zagreb, Zagreb Zuschauer: 600 Schiedsrichter: Jiří Opava, Pavel Válek |
| 17. Dezember 2014 20:15 Uhr | meiste Tore: Groot (10 Tore) | (9 : 7)      | meiste Tore: Lacrabère, Kanto, Ayglon (4 Tore) | Arena Zagreb, Zagreb Zuschauer: 600 Schiedsrichter: Jiří Opava, Pavel Válek |
| 17. Dezember 2014 20:15 Uhr | Strafen: 3× 5×               | Spielbericht | Strafen: 4× 6×                                 | Arena Zagreb, Zagreb Zuschauer: 600 Schiedsrichter: Jiří Opava, Pavel Válek |

## Finalrunde

### Halbfinale
| 19. Dezember 2014 18:00 Uhr | Montenegro                      | 18 : 19      | Spanien                      | Papp László Budapest Sportaréna, Budapest Zuschauer: 3.500 Schiedsrichter: Peter Brunovsky, Vladimir Čanda |
| 19. Dezember 2014 18:00 Uhr | meiste Tore: Radičević (6 Tore) | (8 : 13)     | meiste Tore: Pinedo (5 Tore) | Papp László Budapest Sportaréna, Budapest Zuschauer: 3.500 Schiedsrichter: Peter Brunovsky, Vladimir Čanda |
| 19. Dezember 2014 18:00 Uhr | Strafen: 3× 1×                  | Spielbericht | Strafen: 1× 2×               | Papp László Budapest Sportaréna, Budapest Zuschauer: 3.500 Schiedsrichter: Peter Brunovsky, Vladimir Čanda |

| 19. Dezember 2014 20:30 Uhr | Norwegen                   | 29 : 25      | Schweden                      | Papp László Budapest Sportaréna, Budapest Zuschauer: 3.500 Schiedsrichter: Dalibor Jurinović, Marko Mrvica |
| 19. Dezember 2014 20:30 Uhr | meiste Tore: Løke (6 Tore) | (13 : 11)    | meiste Tore: Gulldén (9 Tore) | Papp László Budapest Sportaréna, Budapest Zuschauer: 3.500 Schiedsrichter: Dalibor Jurinović, Marko Mrvica |
| 19. Dezember 2014 20:30 Uhr | Strafen: 2× 1×             | Spielbericht | Strafen: 3× 1×                | Papp László Budapest Sportaréna, Budapest Zuschauer: 3.500 Schiedsrichter: Dalibor Jurinović, Marko Mrvica |

### Spiel um Platz 5
| 19. Dezember 2014 15:30 Uhr | Ungarn                          | 25 : 26      | Frankreich                  | Papp László Budapest Sportaréna, Budapest Zuschauer: 3.500 Schiedsrichter: Jiří Opava, Pavel Válek |
| 19. Dezember 2014 15:30 Uhr | meiste Tore: Triscsuk (10 Tore) | (13 : 16)    | meiste Tore: Minko (7 Tore) | Papp László Budapest Sportaréna, Budapest Zuschauer: 3.500 Schiedsrichter: Jiří Opava, Pavel Válek |
| 19. Dezember 2014 15:30 Uhr | Strafen: 3× 5×                  | Spielbericht | Strafen: 4× 3×              | Papp László Budapest Sportaréna, Budapest Zuschauer: 3.500 Schiedsrichter: Jiří Opava, Pavel Válek |

### Spiel um Platz 3
| 21. Dezember 2014 15:30 Uhr | Montenegro                      | 23 : 25      | Schweden                      | Papp László Budapest Sportaréna, Budapest Zuschauer: 5.500 Schiedsrichter: Kjersti Arntsen, Guro Røen |
| 21. Dezember 2014 15:30 Uhr | meiste Tore: Bulatović (8 Tore) | (12 : 11)    | meiste Tore: Gulldén (7 Tore) | Papp László Budapest Sportaréna, Budapest Zuschauer: 5.500 Schiedsrichter: Kjersti Arntsen, Guro Røen |
| 21. Dezember 2014 15:30 Uhr | Strafen: 3× 5×                  | Spielbericht | Strafen: 2× 1×                | Papp László Budapest Sportaréna, Budapest Zuschauer: 5.500 Schiedsrichter: Kjersti Arntsen, Guro Røen |

### Finale
| 21. Dezember 2014 18:00 Uhr | Norwegen                                | 28 : 25      | Spanien                     | Papp László Budapest Sportaréna, Budapest Zuschauer: 7.500 Schiedsrichter: Charlotte Bonaventura, Julie Bonaventura |
| 21. Dezember 2014 18:00 Uhr | meiste Tore: Riegelhuth Koren (10 Tore) | (10 : 12)    | meiste Tore: Pena (10 Tore) | Papp László Budapest Sportaréna, Budapest Zuschauer: 7.500 Schiedsrichter: Charlotte Bonaventura, Julie Bonaventura |
| 21. Dezember 2014 18:00 Uhr | Strafen: 3× 4×                          | Spielbericht | Strafen: 4× 5×              | Papp László Budapest Sportaréna, Budapest Zuschauer: 7.500 Schiedsrichter: Charlotte Bonaventura, Julie Bonaventura |

## Abschlussplatzierungen
Die Platzierungen ergaben sich nach folgenden Kriterien:
- Plätze 1 bis 4: Ergebnisse im Finale sowie im Spiel um Platz 3
- Plätze 5 bis 6: Spiel um Platz 5
- Plätze 7 bis 12: (Drei Letztplatzierten der Hauptrundengruppen) nach Punkten, dann Tordifferenz in der Hauptrunde
- Plätze 13 bis 16: (Letztplatzierte der Vorrundengruppen) nach Punkten, dann Tordifferenz in der Vorrunde

| Rang   | Team        | Sp. | S | U | N | Tore    | Diff. |
| ------ | ----------- | --- | - | - | - | ------- | ----- |
| Gold   | Norwegen a  | 8   | 7 | 0 | 1 | 225:192 | +33   |
| Silber | Spanien     | 8   | 5 | 0 | 3 | 200:191 | +09   |
| Bronze | Schweden    | 8   | 5 | 1 | 2 | 208:192 | +16   |
| 04.    | Montenegro  | 8   | 5 | 0 | 3 | 177:168 | +09   |
| 05.    | Frankreich  | 7   | 5 | 1 | 1 | 168:150 | +18   |
| 06.    | Ungarn      | 7   | 3 | 1 | 3 | 178:172 | +06   |
| 07.    | Dänemark    | 6   | 3 | 1 | 2 | 155:147 | +08   |
| 08.    | Niederlande | 6   | 2 | 1 | 3 | 161:158 | +03   |
| 09.    | Rumänien    | 6   | 3 | 1 | 2 | 136:137 | −01   |
| 10.    | Deutschland | 6   | 2 | 1 | 3 | 164:165 | −01   |
| 11.    | Polen       | 6   | 1 | 0 | 5 | 136:162 | −26   |
| 12.    | Slowakei    | 6   | 1 | 0 | 5 | 129:167 | −38   |
| 13.    | Kroatien    | 3   | 1 | 0 | 2 | 52:56   | −04   |
| 14.    | Russland    | 3   | 0 | 1 | 2 | 79:83   | −04   |
| 15.    | Serbien     | 3   | 0 | 0 | 3 | 56:72   | −16   |
| 16.    | Ukraine     | 3   | 0 | 0 | 3 | 68:89   | −21   |

## Torschützinnenliste
| Rang | Name                | Land       | Tore | Tore pro Spiel |
| ---- | ------------------- | ---------- | ---- | -------------- |
| 1    | Isabelle Gulldén    | Schweden   | 58   | 7,25           |
| 2    | Cristina Neagu      | Rumänien   | 49   | 8,2            |
| 3    | Carmen Martín       | Spanien    | 46   | 5,75           |
| 4    | Katarina Bulatović  | Montenegro | 44   | 5,5            |
| 5    | Nora Mørk           | Norwegen   | 41   | 5,13           |
| 6    | Krisztina Triscsuk  | Ungarn     | 39   | 5,57           |
| 7    | Nerea Pena          | Spanien    | 38   | 4,75           |
| 8    | Alexandra Lacrabère | Frankreich | 37   | 5,29           |
| 8    | Heidi Løke          | Norwegen   | 37   | 4,63           |
| 10   | Ida Odén            | Schweden   | 36   | 4,5            |

## Allstar-Team
| Position               | Name                 | Land     |
| ---------------------- | -------------------- | -------- |
| Tor:                   | Silje Solberg        | Norwegen |
| Linksaußen:            | Maria Fisker         | Dänemark |
| Rückraum links:        | Cristina Neagu       | Rumänien |
| Rückraum Mitte:        | Kristina Kristiansen | Dänemark |
| Rückraum rechts:       | Nora Mørk            | Norwegen |
| Rechtsaußen:           | Carmen Martín        | Spanien  |
| Kreis:                 | Heidi Løke           | Norwegen |
| Wertvollste Spielerin: | Isabelle Gulldén     | Schweden |
| Beste Abwehrspielerin: | Sabina Jacobsen      | Schweden |